# Guzmania regalis
Guzmania regalis é uma espécie de planta do gênero Guzmania. Esta espécie é endêmica no Equador.